# Pourtalocyathus
Pourtalocyathus is een geslacht van koralen uit de familie van de Schizocyathidae.

## Soort
- Pourtalocyathus hispidus (Pourtalès, 1878)